# Cobboldia chrysidiformis
Cobboldia chrysidiformis är en tvåvingeart som beskrevs av Rodhain och Joseph Charles Bequaert 1915. Cobboldia chrysidiformis ingår i släktet Cobboldia och familjen styngflugor. Inga underarter finns listade i Catalogue of Life.